# Брайтон (Іллінойс)
Брайтон (англ. Brighton) — селище (англ. village) в США, в округах Макупін і Джерсі штату Іллінойс. Населення — 2221 особа (2020).

## Географія
Брайтон розташований за координатами 39°2′26″ пн. ш. 90°8′26″ зх. д. / 39.04056° пн. ш. 90.14056° зх. д. (39.040561, -90.140514).  За даними Бюро перепису населення США в 2010 році селище мало площу 4,95 км², з яких 4,85 км² — суходіл та 0,10 км² — водойми.

## Демографія
Згідно з переписом 2010 року, у селищі мешкали 2254 особи в 878 домогосподарствах у складі 611 родини. Густота населення становила 455 осіб/км².  Було 920 помешкань (186/км²).
Расовий склад населення:
| - 98,3 % — білих - 0,4 % — корінних американців - 0,1 % — чорних або афроамериканців |

До двох чи більше рас належало 0,9 %. Частка іспаномовних становила 1,1 % від усіх жителів.
За віковим діапазоном населення розподілялося таким чином: 24,6 % — особи молодші 18 років, 57,9 % — особи у віці 18—64 років, 17,5 % — особи у віці 65 років та старші. Медіана віку мешканця становила 39,4 року. На 100 осіб жіночої статі у селищі припадало 95,8 чоловіків;  на 100 жінок у віці від 18 років та старших — 92,8 чоловіків також старших 18 років.
Середній дохід на одне домашнє господарство  становив 68 004 долари США (медіана — 61 250), а середній дохід на одну сім'ю — 73 533 долари (медіана — 66 094). Медіана доходів становила 60 046 доларів для чоловіків та 32 656 доларів для жінок. За межею бідності перебувало 6,9 % осіб, у тому числі 9,2 % дітей у віці до 18 років та 3,6 % осіб у віці 65 років та старших.
Цивільне працевлаштоване населення становило 914 особи. Основні галузі зайнятості: освіта, охорона здоров'я та соціальна допомога — 24,0 %, роздрібна торгівля — 14,0 %, виробництво — 12,0 %.